# Niambia brevicauda
Niambia brevicauda là một loài chân đều trong họ Platyarthridae. Loài này được Schmalfuss & Ferrara miêu tả khoa học năm 1978.